# چلسی دانگی
چلسی دانگی (انگلیسی: Chelsea Dungee؛ زادهٔ ۱۱ مهٔ ۱۹۹۷) بازیکن بسکتبال اهل ایالات متحده آمریکا است.
وی در مسابقات کشوری و بین‌المللی در مجموع برندهٔ ۱ مدال طلا شده‌است.